# Sura Yekka
Sura Bayoru Yekka (* 4. Januar 1997 in Toronto) ist eine kanadische Fußballspielerin. Seit 2021 spielt sie für Le Havre AC, zunächst in der Division 2 Féminine und ab 2022 erstklassig.

## Karriere

### Vereine
Yekka, Tochter ugandischer Einwanderer – ihre Mutter Evelyn Adiru nahm für Uganda an den Olympischen Spielen 1984 im 800-Meter-Lauf teil, begann als Sechsjährige mit dem Fußballspielen beim North Mississauga SC und lief im Jugendalter von 2010 bis 2014 für den Brams United SC auf, bei dem bereits die spätere Nationalspielerin Kadeisha Buchanan ihre Karriere begonnen hatte. Von 2015 bis 2020 spielte Yekka während ihres Studiums an der University of Michigan für das dortige Hochschulteam der Michigan Wolverines. 2020 erhielt sie einen Vertrag beim MSV Duisburg für den sie 14 Bundesligaspiele bestritt, am Ende der Saison aber als Tabellenletzte abstieg. Danach wechselte sie zum französischen Erstliga-Absteiger Le Havre AC und konnte mit dem Verein am Ende der Saison die Rückkehr in die  Division 1 Féminine feiern.

### Nationalmannschaft
Yekka debütierte am 30. Oktober 2013 in einem Freundschaftsspiel gegen Südkorea in der kanadischen A-Nationalmannschaft. Im Jahr 2014 nahm sie sowohl an der U-17-, als auch an der U-20-Weltmeisterschaft teil. Für die Fußball-Weltmeisterschaft der Frauen 2015 in ihrem Heimatland wurde sie von Nationaltrainer John Herdman hingegen nicht berücksichtigt. Im Dezember 2015 nahm sie mit der U-20-Mannschaft an der  CONCACAF U-20-Meisterschaft der Frauen teil, wo sie im Finale mit 0:1 gegen die U-20-Mannschaft der USA verloren. Mit dem Finaleinzug hatten sie sich für die U-20-Fußball-Weltmeisterschaft der Frauen 2016 qualifiziert. Dort kam sie in zwei der drei verlorenen Gruppenspiele zum Einsatz, nach denen die Kanadierinnen ausschieden. Erst fünf Jahre später kam sie wieder in der A-Nationalmannschaft zum Einsatz, aber bisher nur in Freundschaftsspielen.